# Louis de Schaetzen
Pour les articles homonymes, voir Schaetzen.
Le Chevalier Louis Ulric Léonard de Schaetzen, né le 12 décembre 1793 à Tongres et y décédé le 21 octobre 1880  est homme politique belge bilingue, membre du parti catholique.
Il fut licencié en droit (École de Droit, 1815, Bruxelles). Il fut juge ff. à Maastricht (1816), membre du conseil de direction des prisons, de l'hôpital civil et du bureau de bienfaisance à Maastricht (1820); vice-président de Tribunal à Tongres (1831-36), conseiller à la chambre de la Cour d'Appel de Liège (1836-1866), ensuite président (1866-1867).

## Carrière politique
- 1833-1836: député de l'arrondissement de Maastricht;
  - 1835-1836: secrétaire de la Chambre

## Généalogie
- Il est un des 4 fils de Georges Schaetzen (1754-1824) et de Joséphine van der Maesen (1755-1822).
- Il épousa en 1833 Marie de Bellefroid (1808-1905) ;
  - Ils eurent 3 enfants: Gustave (1834-1854), Oscar (1836-1907) et Emma (1838-1888)[1].

## Sources
- Bio sur ODIS
- Arbre généalogique